# زينب بنت أبي سلمة
زينب بنت أبي سلمة بن عبد الأسد بن هلال المخزومية هي ربيبة النبي محمد وأخت عمر بن أبي سلمة، والدتها هي أم سلمة زوجة النبي أنجبتها من زوجها الأول أبو سلمة بن عبد الأسد، كانت فقيهة ومُحدثة.

## سيرتها
هي زينب بنت أَبِي سلمة بن عبد الأَسَد بن هِلاَل بن عبد الله بن عمر بن مَخْزُوم، كان اسمها في البداية بَرَّةُ، فنهَى عن هذا الاسم، وقال: «لا تزكّوا أنفسكم فالله أعلم بأهل البرّ منكم»، قالوا: «ما نسمّيها؟» قال: «سمّوها زينب». ولدتها أم سلمة بالحبشة أثناء هجرة والديها إلى الحبشة، وقيل بل وضعتها بعد مقتل أبي سلمة، وتزوَّجها النبيُّ وهي ترضعها، وأرضعتها أسماء بنت أبي بكر فكانت أخت أولاد الزبير بن العوام من الرضاعة.
عاشت مع أم سلمة في بيت النبي، وتروي فتقول: «كان رسول الله ﷺ إذا دخل يغتسل تقول أمي: ادْخُلي عليه، فإذا دخلت نضح في وَجْهي من الماء، ويقول: "ارْجِعِي". تقول أم عطاف بن خالد: فرأيت زينب وهي عجوز كبيرة ما نقص من وجهها شيء». تزوّجها عبد الله بن زَمْعَة بن الأسود بن المطّلب بن أسد بن عبد العُزّى بن قُصَيّ، فولدت له عبد الرحمن ويزيد ووهبًا وأبا سلمة وكبيرًا وأبا عبيدة وقريبة وأمّ كلثوم وأمّ سلمة. قال ابن عبد البر: «كانت من أُفْقِه نساء أهل زمانها»، وقال أبو رافع: «كنت إذا ذكرت امرأةٌ فقيهة بالمدينة ذكرت زينب بنت أبي سلمة».
قٌتل اثنان من أولادها في وقعة الحرة بالمدينة، فحُمِلَا فوُضِعَا بين يديها مقتولين، فقالت: «إنا لله وإنا إليه راجعون، والله إن المصيبة فيهما عليّ لكبيرة، وهي عليّ في هذا أكبر منها في هذا لأنه جلس في بيته، فدُخل عليه، فقتل مظلوماً، وأما الآخر فإنه بسط يده وقاتل فلا أدري علام هو من ذلك».
توفيت سنة 74 هـ. وكان طارق بن عمرو الأموي أمير المدينة حينها، فأُتي بجنازتها بعد صلاة الصبح فوضعت بالبَقِيع.

## روايتها للحديث النبوي
- حفظت عن النبي وروت عنه وعن أزواجه: عائشة وزينب بنت جحش وأم حبيبة وجماعة.
- وحدث عنها: عروة بن الزبير وعلي بن الحسين والقاسم بن محمد وأبو قلابة الجرمي وكليب بن وائل ومحمد بن عمرو بن عطاء وعبيد الله بن عبد الله بن عتبة وعراك بن مالك، وابنها أبو عبيدة بن عبيد الله بن زمعة وآخرون.[5] وعدد مروياتها في الكتب الستة: أربعة وعشرون حديثاً، وذكرها ابن حبان وابن عبد البر وابن حزم وابن الأثير والذهبي وابن حجر والخزرجي في الصحابة، وقال ابن حجر: «حفظت عن النبي صلى الله عليه وسلم وروت عنه، وقال وأظن أنها لم تحفظ.» وذكرها ابن سعد فيمن روت عن زوجات النبي.[4]